# Sport in Düsseldorf

Logo der Sportstadt Düsseldorf

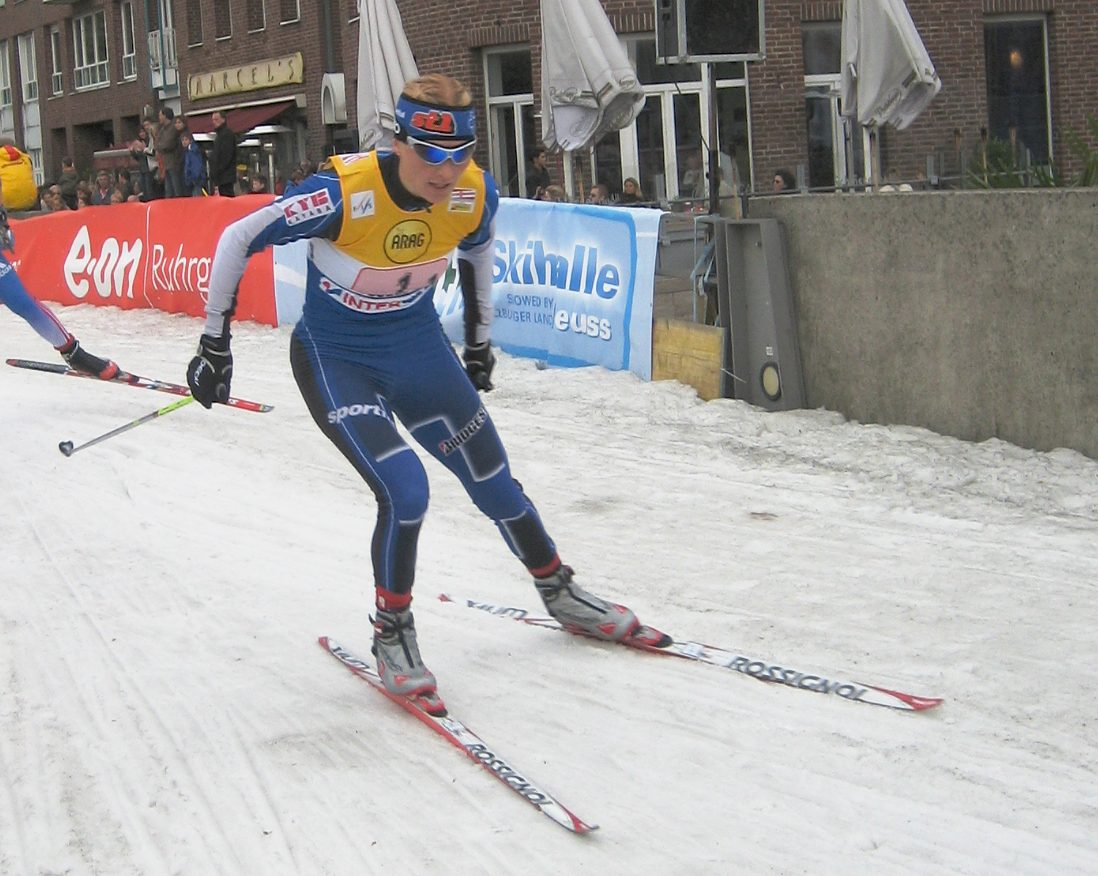
Skilanglauf-Weltcup 2006

Sport in Düsseldorf findet in organisierter Form als Breitensport in 369 Vereinen mit rund 112.000 Mitgliedern statt, die im Düsseldorfer Stadtsportbund zusammengeschlossen sind. Was den Leistungssport angeht, so sind insgesamt 36 Vereine mit ihren Sportarten mindestens in der Regionalliga vertreten, von denen die bekanntesten Fortuna Düsseldorf (Fußball) sowie die Düsseldorfer EG (Eishockey) sind.
Der Sport war seitens der Stadt seit den späten 1990er-Jahren als ein wichtiger Standort- und Marketingfaktor identifiziert worden. Insbesondere der 2008 verstorbene Oberbürgermeister Joachim Erwin hat in seiner neunjährigen Amtszeit zahlreiche Projekte rund um den Sport angestoßen. Im Rahmen des Stadtmarketings wurde eine Sportagentur gegründet, die als Bindeglied verschiedene Sportereignisse in der Stadt unter dem Motto „Sportstadt Düsseldorf“ organisiert und vermarktet. Seit Ende der 1990er-Jahre hat die Stadt regelmäßig in den Bau neuer Sportstätten sowohl für den Breitensport als auch im Profibereich investiert. Zudem konnten große Sportevents nach Düsseldorf gezogen werden. In einer Vergleichsstudie des HWWI kommt Düsseldorf auf Platz 7 von 15 deutschen Sportstädten.
Die Stadt Düsseldorf stellte erstmals zu den Olympischen Spielen 2008 in Peking ein eigenes Olympiateam auf. Die teilnehmenden Sportler wurden durch die städtische Sportagentur gefördert und kehrten mit vier Medaillen zurück. Auch für die Olympischen Spiele in London wurde ein eigenes Team gegründet, dem fünfzehn Sportler aus elf Disziplinen angehören.
2003 bis 2022 leitete Burkhard Hintzsche das Sportdezernat der Stadt Düsseldorf, 2022 übernahm Britta Zur die Leitung als neue Sportdezernentin.

## Fußball

### Fortuna Düsseldorf

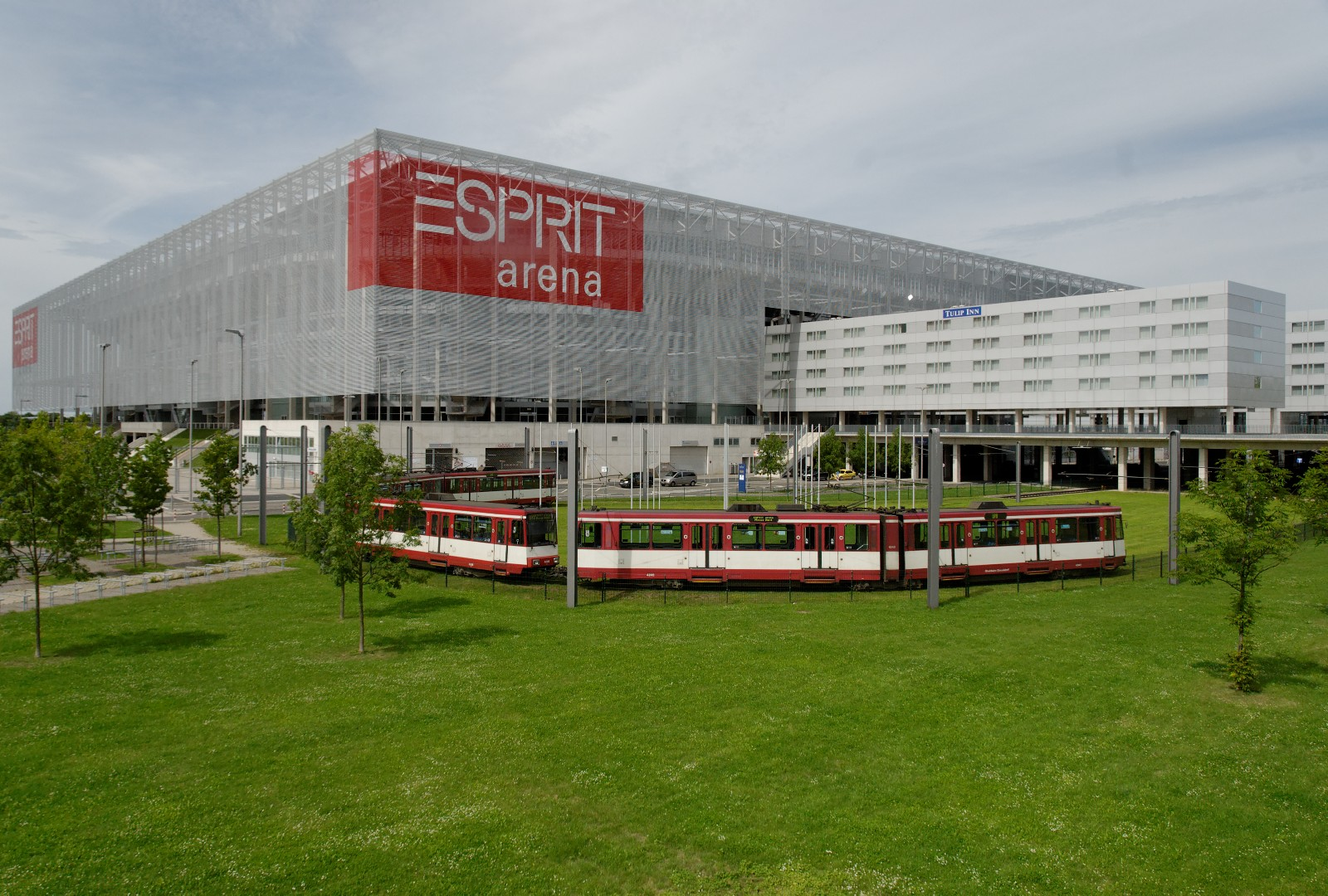
Merkur Spiel-Arena

Der 1895 gegründete Fußball-Traditionsverein Fortuna Düsseldorf ist der wohl bekannteste Sportverein der Stadt.
Die größten sportlichen Erfolge sind der Gewinn der Deutschen Meisterschaft 1933 sowie die DFB-Pokalgewinne 1979 und 1980. Ins europäische Rampenlicht rückte die Fortuna mit dem Finaleinzug im Europapokal der Pokalsieger 1979.
Die Fortuna ist der größte Zuschauermagnet der Stadt und der beliebteste Düsseldorfer Verein. Heimspielstätte ist die Merkur Spiel-Arena neben der Düsseldorfer Messe. Seit dem Wiederaufstieg in die 2. Fußball-Bundesliga im Jahr 2009 nach 10-jähriger Abstinenz spielt Fortuna Düsseldorf mindestens zweitklassig, 2012/13 sowie von 2018 bis 2020 war der Verein Bundesligist. Die Zweite Mannschaft von Fortuna Düsseldorf stieg in der Saison 2008/2009 aus der NRW-Liga als Tabellenzweiter in die viertklassige Regionalliga auf. Sie trägt ihre Heimspiele im Paul-Janes-Stadion in Flingern aus.

### Andere Vereine
Die Fußballabteilung von TuRU Düsseldorf spielte von der Saison 2004/2005 bis zur Saison 2007/2008 in der Oberliga Nordrhein. Die Mannschaft qualifizierte sich jedoch nicht für die NRW-Liga und ist somit seit der Saison 2008/2009 nur noch sechstklassig. Ihre Spielstätte befindet sich in Oberbilk an der Feuerbachstraße. Ein weiterer bekannter Verein ist der BV 04 Düsseldorf, der seit 1963 regelmäßig zu Ostern ein internationales Junioren-Fußball-Turnier (U19 Champions Trophy) ausrichtet. Ferner zu nennen ist der VfL Benrath, der in den 1930er-Jahren die beiden deutschen Nationalspieler Karl Hohmann und Josef Rasselnberg stellte, die entscheidend zur Qualifikation zur Endrunde der Fußball-Weltmeisterschaft 1934 beitrugen und 1957 Deutscher Amateurmeister wurde. Erwähnenswert ist auch der TuS Gerresheim, der Spieler wie Klaus und Thomas Allofs oder Demir Hotić hervorbrachte.
Ein weiterer Verein aus dem Düsseldorfer Norden ist der Rather SV, der seit 2011 im Rather Waldstadion spielt. Der Verein selber ist inzwischen 95 Jahre alt und blickt somit auf eine lange Tradition zurück. Einmal im Jahr veranstaltet der Rather SV ein internationales U-14-Turnier, zu dem über 16 Jugendmannschaften aus 9 verschiedenen Nationen anreisen.

## Eishockey

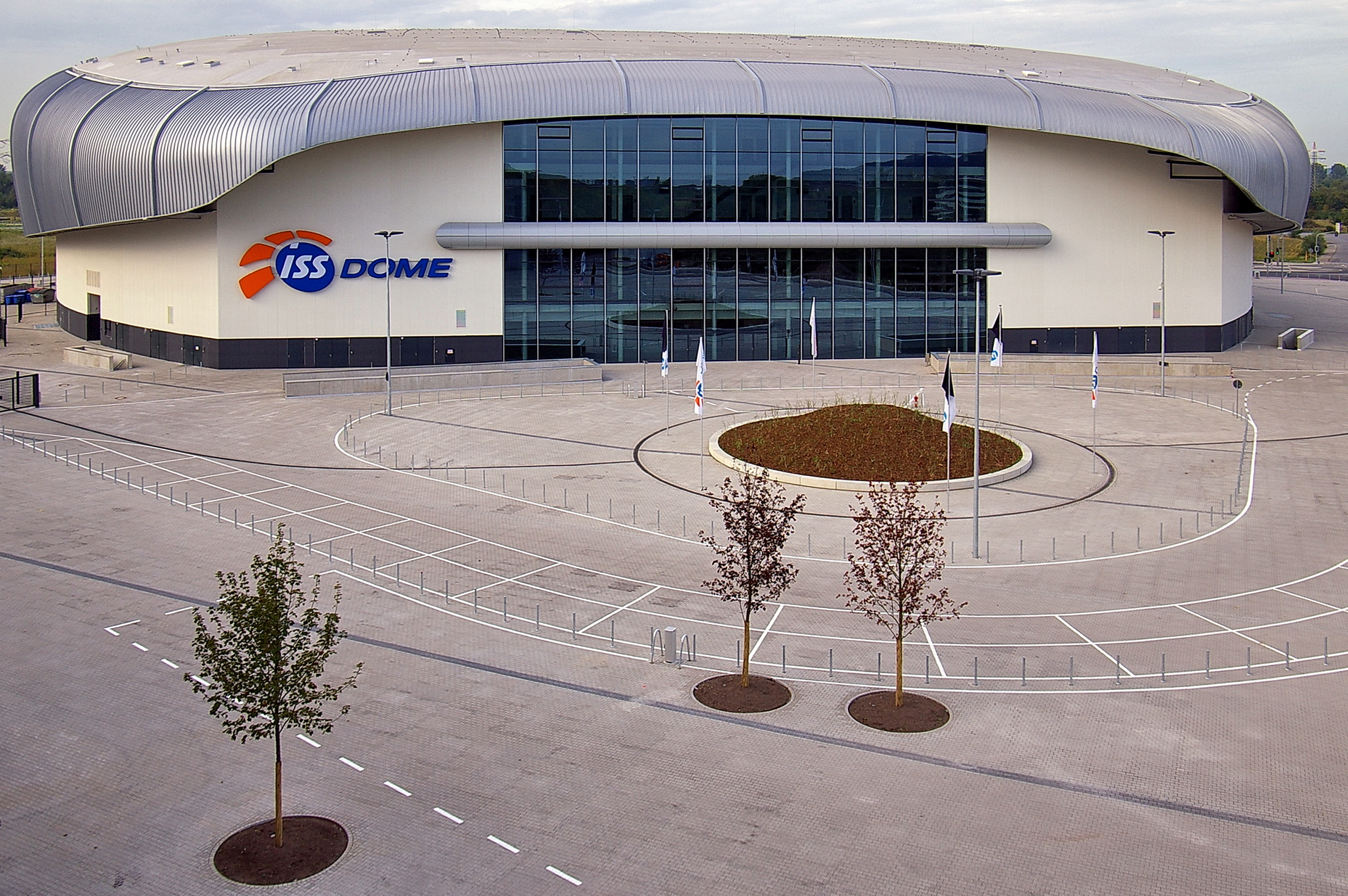
ISS-Dome (2006)

Mindestens genauso bekannt wie die Fortuna und wesentlich erfolgreicher ist der Eishockeyverein Düsseldorfer EG (DEG). Als achtfacher Deutscher Meister seit 1967 gehört die DEG zu den erfolgreichsten Clubs in Deutschland. 2006 wurden außerdem erstmals der Deutsche Pokalsieg und die Vizemeisterschaft errungen. Die DEG stellte viele deutsche Nationalspieler.
Das Eisstadion an der Brehmstraße, Spielort der DEG von 1935 bis 2006, ist weit über die Grenzen von Düsseldorf hinaus bekannt. Im September 2006 wurde der ISS-Dome, eine Multifunktionsarena in Rath an der Theodorstraße eröffnet. Diese hochmoderne Veranstaltungshalle fasst bei Konzerten 12.500 Zuschauer und ist seit der Saison 2006/2007 Heimspielstätte der Düsseldorfer EG. Bei Eishockeyspielen beträgt die Kapazität, bedingt durch die Zurverfügungstellung von 4000 Stehplätzen, insgesamt 13.400 Zuschauer. Damit ist der ISS-Dome nach der Esprit-Arena die zweitgrößte Veranstaltungsstätte Düsseldorfs und – nach der Lanxess Arena in Köln und den nahezu gleich großen SAP-Arena in Mannheim und O2 World in Berlin – das viertgrößte Eishockeystadion Deutschlands. Vom 1. März 2001 bis zum 30. April 2012 hieß der Verein DEG Metro Stars, benannt nach dem Namens- und Hauptsponsor, der in Düsseldorf beheimateten Metro AG. Seit dem 1. Mai 2012 trägt der Verein, nach dem Ausstieg der Metro AG, wieder den Traditionsnamen Düsseldorfer EG.

## Weitere Sportarten und Vereine (alphabetisch sortiert)

### American Football

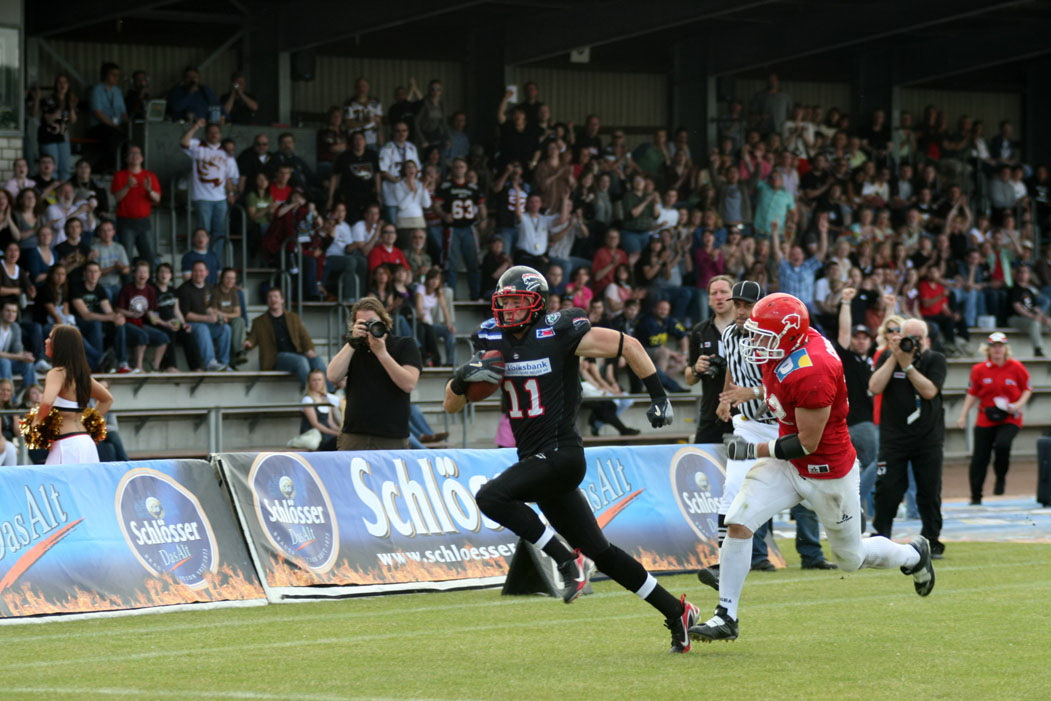
Die Düsseldorf Panther in Aktion

Die am 1. Mai 1978 gegründeten Düsseldorf Panther sind der älteste europäische Footballverein und waren im folgenden Jahr eines von sechs Gründungsmitgliedern der American-Football-Bundesliga (heute GFL). Nach verbandsinternen Streitigkeiten wurde unter Federführung der Panther die Nordwestdeutsche Football Liga gegründet und zwei Jahre lang ausgetragen. 1982 folgte der Zusammenschluss beider Verbände. Mit sechs deutschen Meistertiteln (German Bowl 1983, 1984, 1986, 1992, 1994, 1995) und drei Vizemeisterschaften ist der Verein bis heute der zweiterfolgreichste Verein des Landes. Als erster deutscher Verein gewannen die Panther im Jahr 1995 den Eurobowl IX, das Endspiel der European Football League (EFL). 2021 gelang der Wiederaufstieg in die GFL. Die „Panther Rookies“ sind mit insgesamt 15 Titelgewinnen zwischen 1982 und 2010 Rekordgewinner des Junior Bowl. Sebastian Vollmer, zweimaliger Gewinner des Super Bowls, spielte in der Jugend der Düsseldorf Panther.
Die Düsseldorf Bulldozer traten in den 1980er Jahren ebenfalls sechs Jahre lang in der American-Football-Bundesliga an und konnten 1983 den Junior Bowl gewinnen. In den Jahren 2010 bis 2012 wurden die inzwischen aufgelösten Düsseldorf Blades, die Frauenmannschaft der Bulldozer, jeweils deutscher Vizemeister (Ladiesbowl). Der Verein Rhein Fire mit Sitz in Düsseldorf spielte zwischen 1994 und der Einstellung des Ligaspielbetriebs 2007 in der NFL Europe (bis 1997 „World League“). Spielort der Mannschaft war zunächst das Rheinstadion, mit dessen Abriss erfolgte der Umzug in die Arena AufSchalke (2003 bis 2004), gefolgt von der Rückkehr in die Düsseldorfer LTU arena. Die durchschnittliche Zuschauerzahl lag zuletzt bei etwa 34.000 pro Spiel. Rhein Fire gewann zweimal den World Bowl (1998, 2000) und erreichte drei weitere Male das Endspiel der NFL Europe (1997, 2002, 2003). Der ehemalige Fußball-Nationalspieler Manfred Burgsmüller war zwischen 1996 und 2002 für Rhein Fire aktiv und galt bei seinem Karriereende als ältester Footballprofi der Welt. Zur Saison 2022 wird der Name Rhein Fire wieder belebt, ein Team dieses Namens tritt in der European League of Football an.
Düsseldorf war mehrfach Austragungsort von nationalen und internationalen Endspielen: German Bowl 1990, Junior Bowl 1984, 1990, 2002, 2004 bis 2006, 2013 und 2014, Ladiesbowl 2010, World Bowl 1999, 2002, 2005 und 2006.

### Badminton
Der Badminton-Landesverband Nordrhein-Westfalen wurde am 30. September 1953 in Düsseldorf gegründet, zu den elf Gründungsmitgliedern gehörten der BC Düsseldorf, der OSC Düsseldorf und der BC Schwarz-Weiß Düsseldorf. Der BC Düsseldorf, im Sommer 1952 von Hubert Brohl als erster Badmintonverein der Stadt gegründet, feierte seine größten Erfolge mit fünf Einzelmeisterschaften in den 1950er und 1960er Jahren. Der OSC Düsseldorf erreichte in den 1980er und 1990er Jahren insgesamt sieben Einzelmeisterschaften und spielte vier Jahre lang in der Badminton-Bundesliga. Nach dem Gewinn der deutschen Vizemeisterschaft 1996 zog sich der Verein aus wirtschaftlichen Gründen aus der Bundesliga zurück. Düsseldorf war in den Jahren 1953 und 1955 Austragungsort der deutschen Badmintonmeisterschaft, die German Open fanden hier zwischen 1987 und 1991 statt.

### Baseball
Die im Jahr 1984 gegründeten Düsseldorf Diamonds waren Gründungsmitglied des Baseball und Softball Verbandes Nordrhein-Westfalen und gehörten zwei Jahre lang (1987, 1988) der Baseball-Bundesliga an. Die Düsseldorf Senators wurden 1985 als Baseball-Abteilung Düsseldorf Bulldozer (American Football) gegründet, nach dem Bundesligaaufstieg erfolgte Ende 1987 die Abspaltung als eigenständiger Verein, 1992 schließlich der Anschluss an die TSG Benrath. Nach elf Spielzeiten in der Bundesliga zog sich der Verein 1998 wegen eines fehlenden regelkonformen Spielfeldes zurück. 2006 wurde in Benrath eine bundesligataugliche Anlage errichtet, seit dem Jahr 2019 spielt die erste Mannschaft der Senatoren in der 2. Bundesliga Nordwest. Bekannte ehemalige Spieler und Trainer des Vereins sind Torsten Abels und Udo Kirschner.

### Basketball

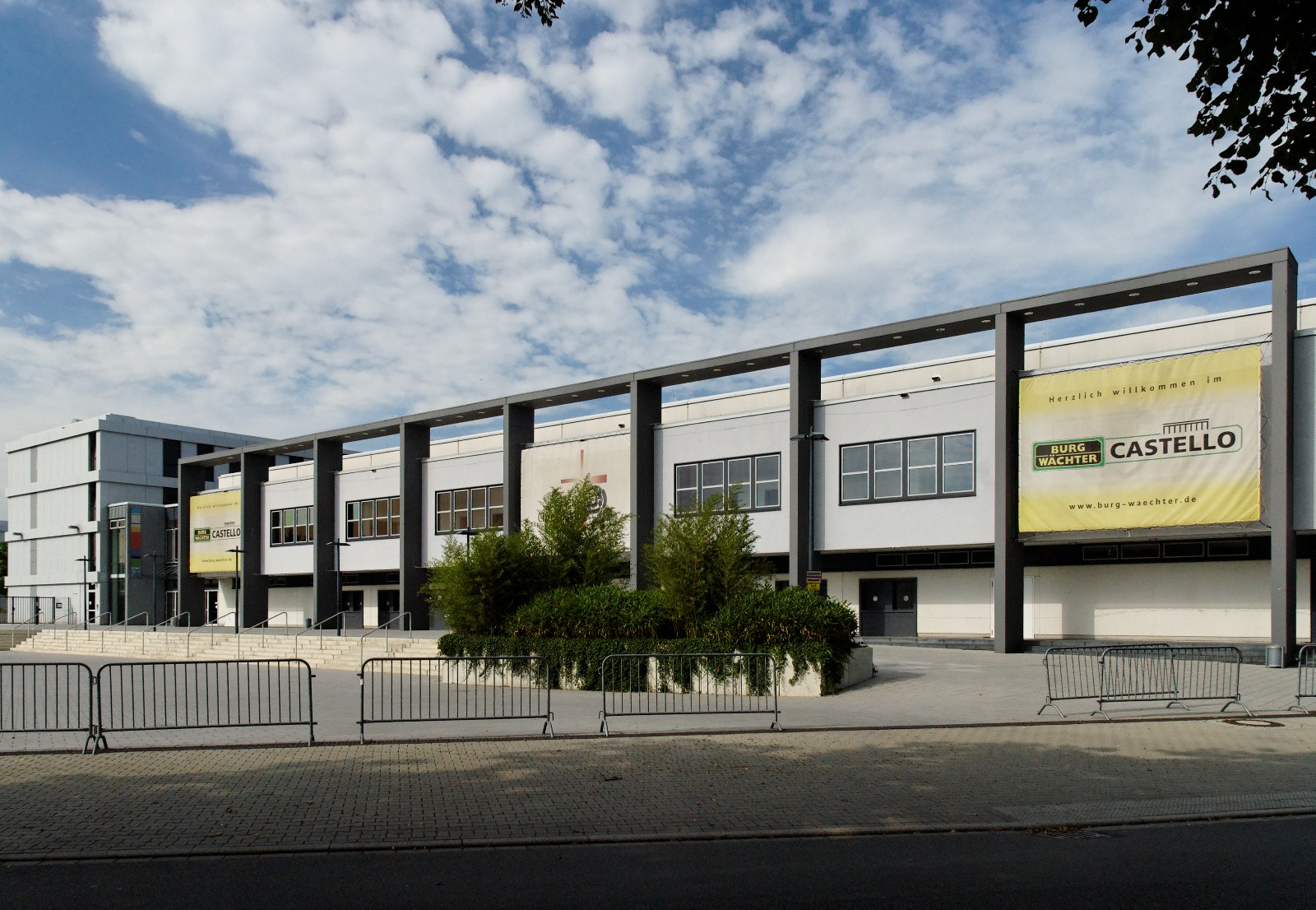
Burg-Wächter Castello

Das bekannteste Düsseldorfer Basketballteam sind die Giants Düsseldorf, die in der Basketball-Bundesliga BBL spielen. In der Saison 2008/09 sind die Giants Düsseldorf, aus Leverkusen nach Düsseldorf umgezogen. Ihre Heimspiele trägt die Mannschaft im Burg-Wächter Castello im Stadtteil Reisholz aus.
In den 1980er Jahren war die Mannschaft DJK Agon 08 Düsseldorf im deutschen Basketball der Damen dominierend (neunmal deutscher Meister in Folge von 1980 bis 1988 und 1990 bis 1991) und auch in den europäischen Wettbewerben erfolgreich vertreten (2 Finalteilnahmen 1983 und 1986).

### Billard
Der Billardverein BC Colours Düsseldorf spielte von 2012 bis 2014 in der 2. Bundesliga und gewann 2012 den Deutschen 8-Ball-Pokal.

### Boule
Der Verein Düsseldorf sur place wurde 1987 gegründet und zählte 2022 ca. 140 Mitglieder. Wiederholt haben Spielerinnen und Spieler des Vereines Deutsche Meistertitel gewonnen und als Auswahlspieler des Deutschen Pétanqueverbandes an Welt- und Europameisterschaften teilgenommen. In den Jahren 1999, 2002, 2005, 2009, 2019 und 2021 gewann Düsseldorf sur place den Titel als „Deutscher Vereinsmeister“. Von 2007 bis 2013 und wieder seit dem Jahr 2017 spielt der Verein in der höchsten Spielklasse, der Deutschen Pétanque-Bundesliga.

### Cricket
Die Düsseldorf Blackcaps sind der einzige Cricketverein der Stadt und wurden im Jahr 1990 als „British Business Men’s Club Düsseldorf“ (BBCD) gegründet. Größter Erfolg der Mannschaft, die regelmäßig im Nordpark trainiert und bereits mehrfach die nordrhein-westfälische Landesmeisterschaft für sich entscheiden konnte, war der Gewinn der deutschen Meisterschaft 2017. Einige Spieler des Vereins sind Teil der deutschen Cricket-Nationalmannschaft.

### Darts
Der Düsseldorfer DSC 09 wurde im Mai 2009 als „Fortuna Düsseldorf Dart Club“ (FDDC) gegründet. 2016 erfolgte der Aufstieg in die Steeldart-Bundesliga und die mit der Eintragung ins Vereinsregister einhergehende Umbenennung des Vereins. Nach dem Abstieg startet der Verein seit 2017 in der NWDV-Regionalliga. Als Spielort fungiert die Vereinsgaststätte „West-Side“ in Düsseldorf-Wersten. Der Verein hat insgesamt 3 Mannschaften mit knapp über 50 Mitgliedern am Start.
Zudem war Düsseldorf mehrfach Austragungsort professioneller Dartsturniere:
- 2011: European Darts Championship, Maritim-Hotel
- 2012 bis 2016: European Darts Open, Maritim-Hotel
- 2017: Die Promi-Darts-WM (ProSieben), Maritim-Hotel
- 2017: German Darts Masters, Castello Düsseldorf
- 2017 bis 2019: Qualifikation der Super League Darts, Maritim-Hotel

### Futsal
Seit 2004 wird in Düsseldorf auch Futsal gespielt. Mit den Futsal Lions verfügt die Landeshauptstadt über einen erfolgreichen Futsal-Verein, der seit der Saison 2009 in der WFLV-Regionalliga, der höchsten deutschen Spielklasse, vertreten ist. Die Lions, die der TuRU Düsseldorf angeschlossen waren, gewannen 2015 den westdeutschen Futsalpokal, sowie 2012 und 2015 den Niederrheinpokal.
Inzwischen sind die Futsal Lions in der Futsal-Abteilung der Fortuna Düsseldorf (Futsal) aufgegangen.

### Handball
Der Düsseldorfer Handballsport blickt auf eine lange Tradition zurück. So wurde im Mai 1921 die erste deutsche Meisterschaft im Feldhandball auf dem „Reichstreffen“ der Deutschen Jugendkraft (DJK) in Düsseldorf ausgetragen. TuRU Düsseldorf gewann 1923 die deutsche Meisterschaft der Deutschen Turnerschaft (DT). Nach 1933 traten die erfolgreichsten Mannschaften der Stadt in der Gauliga (Bereichsklasse) Niederrhein an. Als Vizemeister der westdeutschen Regionalmeisterschaft erreichte die 1923 gegründete Handballabteilung von Fortuna Düsseldorf das Halbfinale der Interzonenmeisterschaft 1948. Zwischen 1968 und deren Auflösung 1973 spielte der TV Angermund durchgehend in der Feldhandball-Bundesliga. Bei den Frauen gewann der Düsseldorfer SV 04 (neben zwei Vizemeisterschaften 1950 und 1966) insgesamt viermal die deutsche Meisterschaft im Feldhandball (1942 als BSG Stahlunion Düsseldorf, 1947, 1948 und 1960).
Insbesondere seitdem die HSG Düsseldorf im Jahr 2004 den Aufstieg in die Handball-Bundesliga schaffte, ist auch diese Sportart wieder populär. Nach Auslösung der HSG spielt der ART Düsseldorf wieder unter eigenem Namen, in der Saison 2015/16 in der Oberliga Niederrhein.

### Hockey
In Düsseldorf gibt es vier Hockey-Vereine: den DSC (Düsseldorfer SC 99), den DSD (Deutscher Sportklub Düsseldorf), den Hellerhofer SV und den größten Düsseldorfer Hockey-Verein, den DHC (Düsseldorfer Hockey Club). Die rivalisierenden Vereine haben in ihrer Vergangenheit herausragende sportliche Erfolge gefeiert. Der DHC ist im Bereich des Jugendhockeys unter den oberen 5 Hockeyklubs deutschlandweit etabliert. Der DHC ist sowohl auf dem Feld wie auch in der Halle in der 1. Bundesliga vertreten; die Herren des DHC wurden 2007 Hallen-Vizemeister. Die Herrenmannschaft des DSD spielt auf dem Feld und in der Halle 2. Bundesliga.

### Inlineskaten
Inlinehockey: Erfolgreiche Vereine sind die DEG Rhein Rollers und die Düsseldorf Gladiators. Seit 1997 findet jährlich das Inlinehockey-Festival in Düsseldorf statt.
Inline-Skaterhockey: Zu den erfolgreichsten deutschen Vereinen gehören die Düsseldorf Rams, deren Männer bislang acht (1988–1992, 1994–1996) und Frauen zehn (1988–1991, 1993, 2012–2016) deutsche Meisterschaften gewannen. Zwei Meisterschaften bei den Männern gewannen außerdem die Bullskater Düsseldorf (1987, 1993). Hinzu kommen für die Mannschaften zahlreiche Pokalsiege sowie erfolgreiche Teilnahmen am Inline-Skaterhockey-Europapokal.
Seit 2008 findet die Düsseldorfer „Rollnacht“ statt.

### Judo
Im Jahr 1955 wurde die Judoabteilung des Post SV Düsseldorf gegründet, die bei den Männern 1965, 1966 und 1969 die deutsche Mannschaftsmeisterschaft gewinnen konnte. Darüber hinaus erkämpften sich verschiedene Judoka des Vereins zahlreiche deutsche Meistertitel. In den 1970er Jahren hatte die Judoabteilung des Post SV etwa 500 Mitglieder, die sportlichen Erfolge nahmen allerdings zunehmend ab. Heute gehören der Abteilung etwa 300 Mitglieder an, die vorwiegend im Breitensport aktiv sind. Bedeutende Kämpfer des Vereins waren Wolfgang Hofmann (Silber bei den Olympischen Sommerspielen 1964, Europameister 1965, 1968 und 1969) und Alfred Meier (Europameister 1965 und 1969). Der Judo-Club 71 Düsseldorf kämpfte bei den Männern zwischen 1985 und 1989 in der Judo-Bundesliga, seit 2018 ist die Frauenmannschaft erstmals in der 1. Bundesliga Nord vertreten. Alexander von der Groeben trainierte zeitweise beim JC71.
Der Düsseldorfer ISS Dome ist seit 2018 alljährlich Austragungsort des einzigen deutschen Judo-Grand-Slam-Turniers. Bei diesen Veranstaltungen handelt es sich nach den Olympischen Spielen und den Weltmeisterschaften um die ranghöchsten Judoturniere weltweit. Vor der Aufwertung zur höchsten Stufe waren die Wettkämpfe bereits acht Jahre lang als Grand-Prix-Turnier in Düsseldorf ausgetragen worden.

### Kanu-Sport
Der Kajak-Club Düsseldorf-Hamm ist einer der zahlreichen Kanusportvereine in Düsseldorf, hiervon jedoch der erfolgreichste im Wildwasserrennsport. Mit vielen Weltmeister-, Europameister- und Deutsche-Meister-Titeln ist er auch der Landesleistungsstützpunkt in Nordrhein-Westfalen.
Auch der Rennsportverein Rheintreue Düsseldorf besteht als erfolgreicher Verein im Düsseldorfer Hafen.

### Lacrosse
Seit 2004 wird beim DSC 99 Lacrosse gespielt. Die Düsseldorf Antlers konnten 2008 den 3. Platz in der Deutschen Meisterschaft gewinnen. Der Verein stellt mehrere Nationalspieler.

### Leichtathletik
- Allgemeiner Rather Turnverein 77/90 (ART Düsseldorf)
- Athletik-Sport-Club Düsseldorf (ASC Düsseldorf)
- DJK TuSA 06 Düsseldorf

### Motorsport
Einer der ältesten Motorsportvereine Deutschlands, der Düsseldorfer Automobil- und Motorsport-Club 05 wurde 1905 in Düsseldorf gegründet. Der DAMC 05 ist unter anderem der ideelle Träger der Nürburgring Classic und des 1000-km-Rennen Nürburgring.
Die sieben wichtigsten Motorsportclubs Düsseldorfs haben sich zur Interessengemeinschaft Düsseldorfer Motorsportclubs zusammengeschlossen und repräsentieren im Stadtsportbund und im Düsseldorfer Rathaus die lokalen Ortsclubs und vertreten dort die Themen Motorsport und Verkehrssicherheit:
- BMW Club Düsseldorf 1928[39]
- Düsseldorfer Automobil- und Motorsport-Club 05[40]
- IMC Rheinland
- Motor-Club Jan Wellem[41]
- Polizei SV Düsseldorf Motorsportabteilung[42]
- RRR Rhein Ruhr Racing Team
- RTC 79 Rallye Touring Club 79 Düsseldorf[43]

### Ringen
TuS Gerresheim u. Glashütte e. V. pflegt die olympische Traditionssportart.

### Schach
Der Düsseldorfer Schachverein von 1854 ist einer der ältesten Schachvereine in Deutschland und wirkt im Niederrheinischen Schachverband mit.

### Softball
Bei den Düsseldorfer Senatoren spielen Frauen erfolgreich in der Landesliga Softball.

### Softball Fun
In der neu gegründeten Ruhr-Fun-Liga (RFL) wird Fast-Pitch-Mixed-Softball gespielt. Im Jahre 2009 sind die Bandits Düsseldorf der Liga beigetreten.

### Tanzsport
Die Stadt Düsseldorf hat auch einen bekannten Tanzclub. Den TD TSC Düsseldorf Rot-Weiss. Speziell im Formationstanzsport gehört der TD mit mehreren deutschen, Europa- und Weltmeistertiteln zu den Top 10 der deutschen Tanzsportclubs. Die letzten Erfolge waren der Gewinn der Deutschen Meisterschaft 2002 und der Vizeweltmeistertitel 2002.

### Tennis
Tennis wird an vielen Orten der Stadt gespielt. Am erfolgreichsten jedoch spielen die Herren des Rochusclubs in der 1. Bundesliga. Bei den Damen feiert der TC Benrath Jahr für Jahr seine Erfolge auch in der 1. Bundesliga.
Die Mannschafts-Weltmeisterschaft World Team Cup wurden von 1978 bis 2012 jedes Jahr im Mai im Rochusclub ausgetragen. Ab 2013 wird an gleichem Ort der Power Horse Cup stattfinden.

### Tischtennis
Nicht zu vergessen ist der Tischtennisverein Borussia Düsseldorf, der zuletzt 2003 Deutscher Meister wurde und neben 20 nationalen Meistertiteln auch 17-facher Deutscher Pokalsieger war, sechs Mal den Europapokal der Landesmeister und zwei Mal den ETTU-Pokal und 2000 die Champions League im Tischtennis gewann. Hinzu kommt ein 3. Platz bei der ersten Weltmeisterschaft für Vereinsmannschaften. Die Borussia darf daher als erfolgreichster Düsseldorfer Sportverein angesehen werden.
Lokalkonkurrent DJK TuSA 06 Düsseldorf wurde im Januar 1949 gegründet. Er wurde zwischen 1962 und 1967 fünfmal Deutscher Mannschaftsmeister der Herren (nur unterbrochen durch den Titelgewinn des VfL Osnabrück 1966) sowie von 1964 bis 1966 dreimal in Folge Deutscher Pokalmeister. Er gehörte zu den Gründungsmitgliedern der Tischtennis-Bundesliga und spielte in dieser Eliteklasse bis 1971.
Mit Eberhard Schöler (TuSa und Borussia) und Jörg Roßkopf (Borussia) spielten zwei der erfolgreichsten deutschen Tischtennisspieler lange Jahre in Düsseldorf.
Ein weiterer Traditionsverein – insbesondere bei den Damen – ist der Post SV Düsseldorf.

### Trampolinturnen
Der TV Unterbach 1905 war in den Jahren 1978, 1979, 1980, 1982 und 1984 in dieser Disziplin deutscher Meister, stellte einen Vizeweltmeister und einen Großteil der deutschen Nationalmannschaft. Zudem stellte der Verein in 25 Jahren die Leitung der Trampolin-Bundesliga. Durch die Zuordnung zu Düsseldorf im Rahmen der kommunalen Neugliederung ging der Verein einer bis heute fehlenden adäquaten Trainingshalle verlustig und turnt daher derzeit nur in der zweiten Bundesliga.

## Sportveranstaltungen

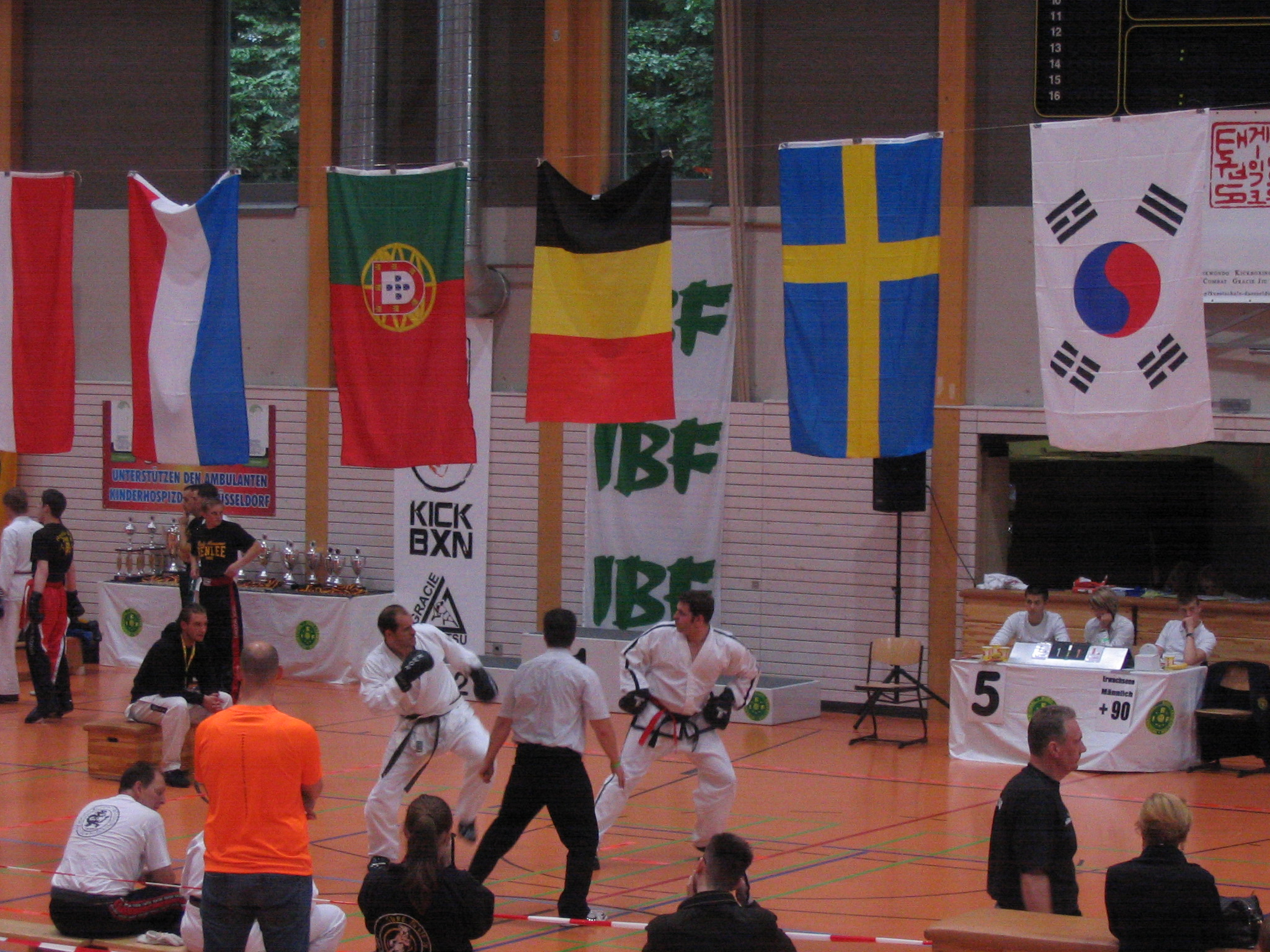
All Style Karate Meisterschaft 2012

Die Sportstadt Düsseldorf erlebte und erlebt Jahr für Jahr verschiedene Sportveranstaltungen mit bundesweiter und auch weltweiter Beachtung. Hier wären die jährlich stattfindende Mannschaftsweltmeisterschaft im Tennis im Rochusclub, der sogenannte World Team Cup, der Metro-Group-Marathon, der Skilanglauf-Weltcup am Rheinufer, das Jugendfußballturnier des BV04, das Radrennen Rund um die Kö und der Kö-Lauf zu nennen.
Außerdem fanden in Düsseldorf Spiele der Fußball-Weltmeisterschaft 1974, der -europameisterschaft 1988 im Rheinstadion und der Europameisterschaft 2024 in der Merkur Spiel-Arena statt. Im Eisstadion an der Brehmstraße gab es mehrmals Spiele der Eishockey-Weltmeisterschaften zu bewundern. 1977 wurde im Rheinstadion der WorldCup, ein Vorläufer der heutigen Leichtathletik-Weltmeisterschaften ausgetragen. In den letzten Jahren fand in der Philipshalle (heute: Mitsubishi Electric Halle) die Europameisterschaft im Judo statt, im Flughafen gab es ein Stabhochsprungmeeting und in der frisch renovierten Leichtathletikhalle das 1. Düsseldorfer Indoor Meeting.

## Sportstätten
- ISS Dome
- Merkur Spiel-Arena

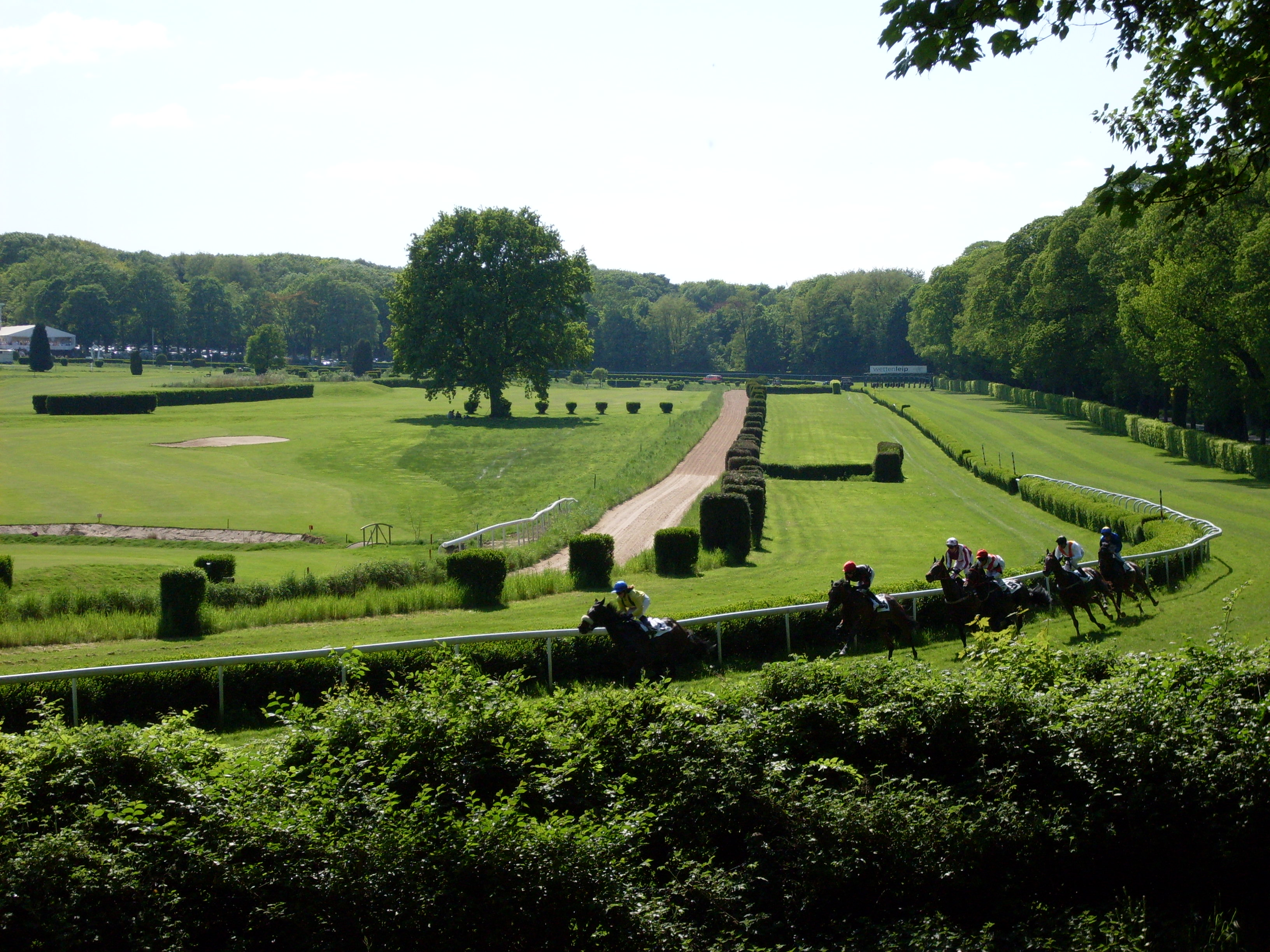
Pferderennen auf der Galopprennbahn Grafenberg

- Arena-Sportpark (Leichtathletikhalle, Kleine Kampfbahn usw.)
- Rochusclub
- Eisstadion an der Brehmstraße
- Castello Düsseldorf
- Paul-Janes-Stadion
- Stadion an der Feuerbachstraße
- Galopprennbahn Grafenberg
- DTTZ (Deutsches Tischtennis Zentrum), Staufenplatz

## Breitensport
- Unterbacher See
- Sportpark Niederheid
- Rather Waldstadion

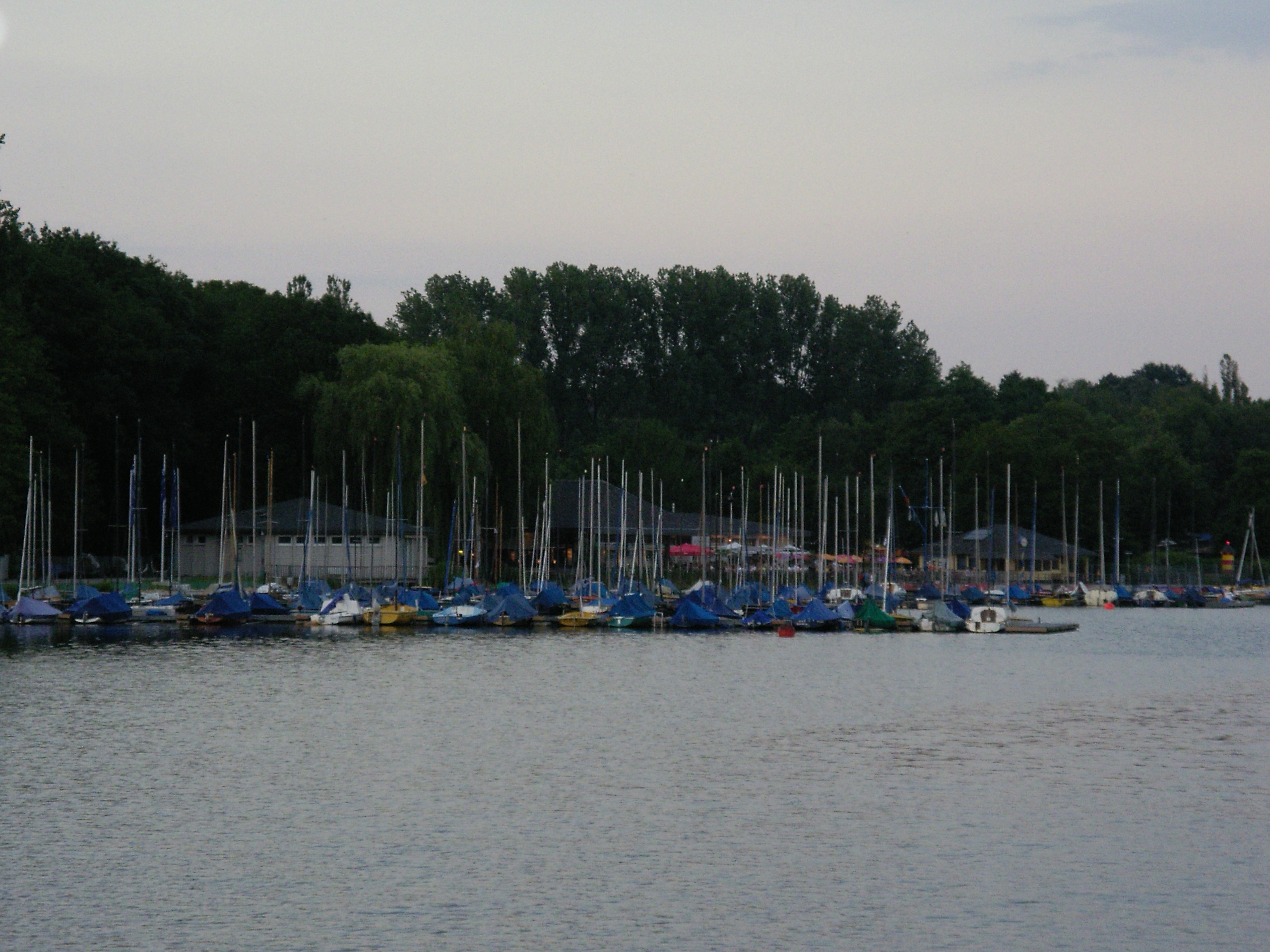
Bootshafen am Unterbacher See

- Golfplatz „Auf der Lausward“ (erster öffentlicher Golfplatz in Deutschland, eröffnet am 15. November 1978)

## Inklusion
2021 bewarb sich die Stadt als Host Town für die Gestaltung eines viertägigen Programms für eine internationale Delegation der Special Olympics World Summer Games 2023 in Berlin. 2022 wurde sie als Gastgeberin für Special Olympics Korea ausgewählt. Damit wurde sie Teil des größten kommunalen Inklusionsprojekts in der Geschichte der Bundesrepublik mit mehr als 200 Host Towns.